# Meurtres à Château-Thierry
Pour plus de détails, voir Fiche technique et Distribution.
Meurtres à Château-Thierry (ou Fables mortelles) est un téléfilm franco-belge réalisé en 2024 par Delphine Lemoine d'après un scénario de Julien Capron et diffusé pour la première fois en Suisse le 4 octobre 2024 sur RTS Un, en Belgique le 8 décembre 2024 sur La Une et en France le 21 décembre 2024 sur France 3.
Ce polar est une coproduction de la société Easy Tiger, de France Télévisions, de la société belge Versus Production, de la RTBF (télévision belge) et de Pictanovo, réalisée pour France 3 avec participation du CNC et de la Radio télévision suisse (RTS) et le soutien de la région Hauts-de-France,. Il fait partie de la collection Meurtres à....

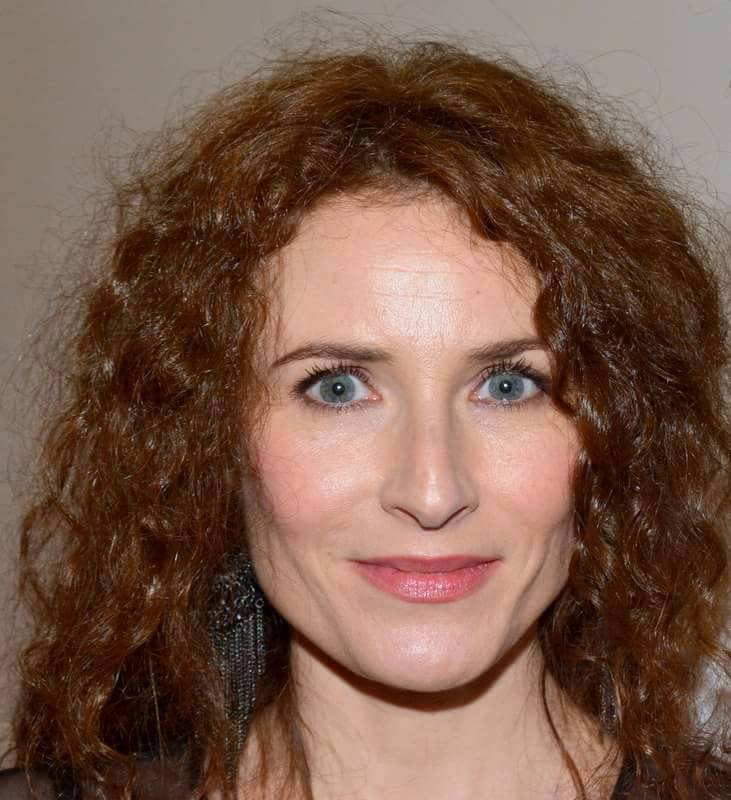
Elsa Lunghini.

## Synopsis
Le juge Menard est retrouvé assassiné sur les marches de l'ancien palais de justice de la ville de Château-Thierry, berceau du maître fabuliste Jean de La Fontaine. Sur son visage est collé un masque de loup à l'intérieur duquel la police trouve la phrase « Un Loup, quelque peu clerc », tirée de la fable Les Animaux malades de la peste.
La capitaine Laetitia Alfonsi décide de diriger l'enquête alors qu'elle sait que la victime est son père, un père qui ne l'a jamais reconnue. Elle se trouve amenée à collaborer avec l'avocat Thibault Menard, le très encombrant fils de la victime,  son demi-frère à qui elle n'avait jamais parlé jusqu'alors.
Peu après, on trouve sur les remparts  de la ville le corps de l'entrepreneur de travaux Jérôme Cellier, avec un masque de lion sur le visage.
Alfonsi et Menard comprennent que ces meurtres sont liés à une affaire jugée jadis par le juge Menard et que la prochaine victime risque d'être Guillaume Tourmelin, l'architecte en chef des Monuments historiques. Mais ils le retrouvent juste à temps, un masque de renard sur le visage.

## Fiche technique
Sauf indication contraire, les informations mentionnées dans cette section peuvent être confirmées par la base de données cinématographiques Allociné,  présente dans la section « Liens externes ».
- Titre français : Meurtres à Château-Thierry (Fables mortelles)
- Réalisation : Delphine Lemoine[1]
- Scénario : Julien Capron[1]
- Musique : Maïdi Roth et Franck Pilant
- Décors : Philippe Barthélémy
- Costumes : Sophie Puig
- Photographie : Bruno Privat
- Son : Dominique Lacour
- Production : Marc-Benoît Créancier (Easy Tiger)[1], Jacques-Henri Bronckart (Versus Production)
- Sociétés de production : Easy Tiger, France Télévisions, Versus Production, RTBF (télévision belge)[1],[2] et Pictanovo
- Pays de production :  France /  Belgique
- Langue originale : français
- Format : couleur
- Genre : Drame, policier
- Durée : 90 minutes[1],[3]
- Dates de première diffusion :
  - Suisse : 4 octobre 2024 sur RTS 1
  - Belgique : 8 décembre 2024 sur La Une
  - France : 21 décembre 2024 sur France 3

## Distribution
- Elsa Lunghini : capitaine Laetitia Alfonsi
- Clément Manuel : Thibault Menard
- Philippe Lelièvre : Marc Balestra
- Caroline Loeb : Gladys Menard
- Marwane Kasdi : Stan Alfonsi
- Karol Olejnik : Goran Tabor
- Camille Koch-Mathian : Diane Menard
- Ferdinand Niquet-Rioux : Arnaud
- Gabrielle Atger : Delphine Menard
- Nathan Dellemme : Julien Lecour
- Louise Massin : Solange Émery
- Alane Delhaye : Luc Laurey
- Régis Van Houtte : Antoine Dombaze
- Isabelle Leprince : Liliane

## Production

### Genèse et développement
Le scénario est écrit par Julien Capron et la réalisation est assurée par Delphine Lemoine,,,,.
La production est assurée par Marc-Benoît Créancier pour la société Easy Tiger,,.

### Attribution des rôles
Petit clin d'oeil des scénaristes : lors d'une perquisition,  l'acteur Philippe Lelièvre croise une grosse tortue. Allusion à la fable "le lièvre et la tortue"

### Tournage
Le tournage se déroule du 13 mai au 10 juin 2024 dans  le département français de l'Aisne, à Château-Thierry, berceau du maître fabuliste Jean de La Fontaine, et dans ses environs,,,.